# Чуркин, Геннадий Иванович
Генна́дий Ива́нович Чу́ркин (20 июля 1937, Толстиково, Ивановская область — 15 сентября 2016, Мордыш, Владимирская область) — советский агроном и российский государственный деятель. Депутат Государственной думы Российской Федерации 1, 2 и 3-го созывов (1994—2003).

## Биография
Окончил Кировский сельскохозяйственный институт и АОН при ЦК КПСС,
- 1955—1960 гг. — тракторист, агроном, управляющий отделением совхоза,
- 1960—1963 гг.— секретарь парткома совхоза,
- 1963—1967 гг. — заместитель начальника районного управления сельского хозяйства,
- 1967—1971 гг. — директор совхоза «Гавриловский»,
- 1971—1974 гг. — начальник районного управления сельского хозяйства,
- 1974—1978 гг. — второй секретарь Суздальского районного комитета КПСС,
- 1981—1987 гг. — председатель Владимирского областного объединения «Сельхозхимия»,
- 1987—1993 гг. — руководитель агропромышленного АО «Владимиро-Суздальское» (г. Владимир).

Являлся депутатом Государственной Думы Федерального Собрания РФ первого (1993—1995), второго (1995—1999) и третьего (1999 год—2003).
В первом созыве — член депутатской Агропромышленной группы, член Комитета по делам СНГ и связям с соотечественниками. В Государственной Думе второго созыва был членом Аграрной депутатской группы, председателем подкомитета по связям с Межпарламентской Ассамблеей государств — участников СНГ Комитета по делам СНГ и связям с соотечественниками, являлся членом Парламентского Собрания Сообщества России и Белоруссии В Государственную Думу третьего созыва был избран по Владимирскому одномандатному избирательному округу 66, выдвинут избирателями. В Государственную Думу четвёртого созыва выдвигался, но не прошёл, набрав 10,33 % голосов и заняв третье место при подведении итогов голосования. Поражению и способствовала практика грязных технологий со стороны властей, к коим относится задержание его сына правоохранительными органами по надуманному обвинению.
Являлся членом совета Федерации товаропроизводителей России, членом Правления Центрального АПР, председателем правления Владимирской областной организации Аграрной партии России.
В начале 2000-х годов конфликтовал с губернатором Владимирской области Николаем Виноградовым, с которым до этого был в дружеских отношениях. Публично критиковал деятельность региональных властей в сфере сельского хозяйства. В 2006 году Центральный Совет АПР сместил политика, протестовавшего против сближения аграриев с «Единой Россией», с поста лидера владимирского отделения. После этого он ушел из публичной политики.
Был женат, имел двоих детей.
Похороны прошли в деревне Толстиково Меленковского района Владимирской области.